# 切里伍德站
切里伍德站（英語：Cherrywood）是一個位於愛爾蘭都柏林鄧萊里-拉斯當郡的都柏林轻轨站，在2010年通車，為綠線南行方向延伸路線往新娘峡谷站的車站之一。車站為居住在切里伍德和附近同名的商業園區的民眾提供服務。